# Bungenstock-Plateau
Koordinaten: 68° 57′ S, 6° 30′ O
Das Bungenstock-Plateau ist ein ozeanisches Plateau in der Lasarew-See vor der Prinzessin-Astrid-Küste des ostantarktischen Königin-Maud-Lands.
Die Benennung des Plateaus erfolgte 1999 auf Vorschlag des deutschen Geowissenschaftlers Hans Werner Schenke vom Alfred-Wegener-Institut. Namensgeber ist der deutsche Geologe und Geophysiker Herwald Bungenstock (1928–1998), der maßgeblich an der Wiederaufnahme der Meeres- und Polarforschung in Deutschland nach dem Zweiten Weltkrieg beteiligt war.